# كين بورو
كين بورو (بالإنجليزية: Ken Burrow)‏ هو لاعب كرة قدم أمريكية أمريكي، ولد في 29 مارس 1948 في ريتشموند في الولايات المتحدة.

## وصلات خارجية
- كين بورو على موقع مرجع كرة القدم المحترفة.كوم (الإنجليزية)